# Ligament suspenseur du clitoris
Le ligament suspenseur du clitoris est un ensemble de trois tissus fibreux qui relient la symphyse pubienne au fascia profond du clitoris avec des extensions depuis la paroi abdominale jusqu'à la paroi vaginale et aux grandes lèvres, et qui permet au clitoris d'être soutenu. 
Identifié depuis au moins le début du XXe siècle, il a fait l'objet de nouvelles découvertes en 2022 et certains de ses fonctions restent à explorer. 

## Structure:  étapes de la découverte
Jusqu'en 2022, le ligament suspenseur du clitoris est connu comme présentant deux composantes majeures : une structure fibro-graisseuse superficielle en éventail, multiplanaire, s'étendant à partir d'une base large au sein du mont du pubis pour converger vers le corps du clitoris et s'étendre dans les grandes lèvres, et une composante profonde relativement rigide prenant un appui étroit sur la symphyse pubienne et s'étendant jusqu'au corps et aux bulbes du clitoris.
La proportion de fibres et de graisse de la structure superficielle varie selon les sujets, et peut dans certains cas présenter une absence presque totale de graisse. Sa largeur est d'environ 3 à 4 cm, et sa longueur de 7 à 8 cm en surface, avec des extensions à 8-9 cm. L'épaisseur de la structure profonde est inférieure à 1 cm. 
En 2022, une nouvelle recherche présente une nouvelle structure à trois composantes anatomiques et histologiques.  L'écart avec la dernière étude de Reeves et al. de 2020 est attribué aux différentes techniques de conservation et à la fraicheur des cadavres utilisés pour la dissection, ceux des études antérieures étant conservés dans du formol, ce qui est connu pour endommager les tissus, alors que Botter et al. utilisent des cadavres non utilisés aux fins d'autres études et congelés. 
La troisième structure découverte est une structure intermédiaire, une aponévrose se prolongeant jusqu'à celle de la paroi abdominale antérieure, se fondant avec elle sans présenter de limite établie. Finalement, le ligament se présente ainsi : 
- un composant superficiel, extension du fascia superficiel du mont pubis, s'insérant dans le corps clitoridien ;
- un composant intermédiaire de type aponévrose, prenant naissance dans la zone sous-ombilicale de la paroi abdominale, courant sur la face antérieure du pubis, enserrant toute la longueur du corps clitoridien et ses pédicules neurovasculaires, avec des extensions vers les grandes lèvres, l'urètre et la paroi antérieure du vagin ;

- un composant interne, le plus court, allant de la symphyse pubienne au coude du clitoris, et descendant jusqu'aux piliers du clitoris[3].

## Physiologie
Sa forme et sa position diffèrent de celles du ligament suspenseur du pénis . Lors de l’excitation sexuelle, le ligament se raccourcit et gonfle. Cela tire le corps du clitoris de telle manière que le gland semble se rétracter sous le capuchon du clitoris.